# 赫尔辛根山
67°50′N 12°51′E / 67.833°N 12.850°E
赫尔辛根山（Hellsegga Mountain）是一座位于挪威莫斯克内斯岛南端的山，高约600米。

## 概况
莫斯克内斯岛为西南至东北走向，长约40公里，宽约10公里，在岛的西南端的尽头就是赫尔辛根山。从赫尔辛根山再往前眺望，只有一些零星岛屿，因此给人“世界尽头”之感。在赫尔辛根山西南方向隔海相望的是韦岛，在赫尔辛根山与韦岛之间还有一座无人小岛莫斯肯岛。在赫尔辛根山与莫斯肯岛之间有世界上最强的大漩涡之一莫斯肯漩涡，从山上可以眺望大漩涡。

## 文学作品
- 爱伦·坡的短篇小说《莫斯可漩涡沉溺记》中提到过赫尔辛根山。[3]
- 在刘慈欣的小说《三体III：死神永生》中，一些角色曾在云天明的童话引导下，爬上赫尔辛根山眺望默斯肯漩涡。[4]